# Gonzalo Piñeiro
Gonzalo Agustín Piñeiro (Florencio Varela, 3 ottobre 2000) è un calciatore argentino, centrocampista del Tigre in prestito dall'Estudiantes (LP).

## Caratteristiche tecniche
Di ruolo centrocampista centrale, può agire anche sulla trequarti.

## Carriera
Piñeiro è cresciuto nelle giovanili dell'Estudiantes (LP) con cui ha firmato il primo contratto professionistico nel dicembre del 2021. Ha esordito in prima squadra il 23 aprile 2022 nell'incontro di Copa de la Liga Profesional pareggiato 2-2 contro il Colón (SF) e l'8 maggio successivo ha segnato il suo primo gol nella sconfitta per 3-1 contro il Rosario Central.
Nel gennaio del 2024 è stato prestato per una stagione all'Aldosivi. Il 23 giugno ha segnato il suo primo gol con il club di Mar del Plata nella vittoria esterna per 2-0 contro l'Atlético Rafaela.

## Statistiche

### Presenze e reti nei club
Statistiche aggiornate al 14 luglio 2025.
| Stagione                | Squadra                 | Campionato              | Campionato | Campionato | Coppe nazionali | Coppe nazionali | Coppe nazionali | Coppe continentali | Coppe continentali | Coppe continentali | Altre coppe | Altre coppe | Altre coppe | Totale | Totale | Totale |
| Stagione                | Squadra                 | Comp                    | Pres       | Reti       | Comp            | Pres            | Reti            | Comp               | Pres               | Reti               | Comp        | Pres        | Reti        | Pres   | Reti   |        |
| ----------------------- | ----------------------- | ----------------------- | ---------- | ---------- | --------------- | --------------- | --------------- | ------------------ | ------------------ | ------------------ | ----------- | ----------- | ----------- | ------ | ------ | ------ |
| 2022                    | Estudiantes (LP)        | PD                      | 9          | 0          | CA+CdL          | 0+2             | 1               | CL                 | 1                  | 0                  | -           | -           | -           | 12     | 1      |        |
| 2023                    | Estudiantes (LP)        | PD                      | 2          | 0          | CA+CdL          | 1+3             | 0               | CS                 | 0                  | 0                  | -           | -           | -           | 6      | 0      |        |
| Totale Estudiantes (LP) | Totale Estudiantes (LP) | Totale Estudiantes (LP) | 11         | 0          |                 | 6               | 1               |                    | 1                  | 0                  |             | -           | -           | 18     | 1      |        |
| 2024                    | Aldosivi                | PBN                     | 33         | 2          | CA              | 0               | 0               | -                  | -                  | -                  | -           | -           | -           | 16     | 2      |        |
| 2025                    | Tigre                   | PD                      | 2          | 0          | CA              | 1               | 0               | -                  | -                  | -                  | -           | -           | -           | 3      | 0      |        |
| Totale carriera         | Totale carriera         | Totale carriera         | 46         | 2          |                 | 7               | 1               |                    | 1                  | 0                  |             | -           | -           | 54     | 3      |        |

## Palmarès

### Club

#### Competizioni nazionali
- Copa Argentina: 1

Estudiantes (LP): 2023
- Primera B Nacional: 1

Aldosivi: 2024